# Nowa Wieś (gmina Poddębice)
Nowa Wieś – wieś w Polsce położona w województwie łódzkim, w powiecie poddębickim, w gminie Poddębice.
W latach 1975–1998 miejscowość należała administracyjnie do województwa sieradzkiego.
7 września 1939 wkraczający do wsi żołnierze Wehrmachtu zatrzymali grupę rolników. Następnie wywieźli ich do Wylazłowa i tam rozstrzelali. Zostało ustalonych 15 nazwisk ofiar, mieszkańców wsi.